# More than This
More than This är en låt av pojkbandet One Direction från deras studioalbum Up All Night som är skriven av Jamie Scott och producerad av Brian Rawling och Paul Meehan som släpptes den 25 maj 2012. Låten är en akustisk ballad.

## Listplaceringar
| Lista (2012) | Topplacering |
| ------------ | ------------ |
| Australien   | 49           |
| Irland       | 39           |